# Aspidistra saxicola
Aspidistra saxicola är en sparrisväxtart som beskrevs av Y.Wan. Aspidistra saxicola ingår i släktet Aspidistra och familjen sparrisväxter. Inga underarter finns listade i Catalogue of Life.